# Aufenthaltskarte (Deutschland)

Muster einer Aufenthaltskarte in der ab 1. September 2021 gültigen Fassung

Mit der Aufenthaltskarte weist der freizügigkeitsberechtigte Familienangehörige eines Bürgers des Europäischen Wirtschaftsraums (EWR), der selbst nicht die Staatsangehörigkeit eines EWR-Staates besitzt, also sogenannter Drittstaatsangehöriger ist, sein Aufenthaltsrecht in Deutschland nach. Wegen der rechtspolitischen Hintergründe → Zweck der Aufenthaltskarte.

## Rechtsgrundlage
Rechtsgrundlage für die Aufenthaltskarte ist § 5 Abs. 1 Freizügigkeitsgesetz/EU, für Staatsangehörige der EWR-Staaten, die nicht zugleich EU-Mitglieder sind (also Island, Liechtenstein und Norwegen) zusätzlich i. V. mit § 12 FreizügG/EU. Diese Regelungen sind die nationale Umsetzung der Art. 10 und 11 der Richtlinie 2004/38/EG (Unionsbürgerrichtlinie). Zu den Einzelheiten der europarechtlichen Grundlagen → Aufenthaltskarte.

## Rechtscharakter
Die Aufenthaltskarte ist kein Aufenthaltstitel nach dem Aufenthaltsgesetz, sondern gründet sich auf das Freizügigkeitsgesetz/EU. Die Aufenthaltskarte ist deklaratorischer Natur, da das Aufenthaltsrecht durch das Gemeinschaftsrecht bzw. durch das EWR-Abkommen begründet wird. Nach dem bis 28. Januar 2013 geltenden Recht war die Aufenthaltskarte ein Verwaltungsakt. Da der Gesetzgeber angeordnet hat, dass die Aufenthaltskarte bei Verlust des Aufenthaltsrechts nicht mehr widerrufen, sondern nur noch eingezogen wird (§ 5 Abs. 4 Satz 1 FreizügG/EU in der seit 29. Januar 2013 geltenden Fassung), könnte im Terminologiewechsel zugleich eine Änderung des Rechtscharakters zu erblicken sein (kein Verwaltungsakt mehr, sondern nur noch Ausweis).

## Voraussetzungen
Das europarechtliche Aufenthaltsrecht des Familienangehörigen folgt dem Freizügigkeitsrecht der Bezugsperson, also in der Regel des Ehe- oder Lebenspartners. Zur Ausstellung einer Aufenthaltskarte darf die Behörde von dem Familienangehörigen
- einen anerkannten oder sonst zugelassenen gültigen Pass oder Passersatz,
- einen Nachweis über das Bestehen der familiären Beziehung, bei Verwandten in absteigender und aufsteigender Linie einen urkundlichen Nachweis über das Verwandtschaftsverhältnis und
- eine Meldebestätigung des EWR-Bürgers, den der Familienangehörige begleiten oder zu dem er nachziehen will,

verlangen (§ 5a Abs. 2 FreizügG/EU). Das deutsche Recht sieht vor, dass die Unterlagen von der Meldebehörde entgegengenommen werden können, die sie an die Ausländerbehörde weiterleitet (§ 5 Abs. 2 Satz 2 FreizügG/EU).
Familienangehörigen, die selbst EWR-Bürger sind, wird keine Aufenthaltskarte ausgestellt. Bis zum 28. Januar 2013 erhielten sie in Deutschland eine Freizügigkeitsbescheinigung zum Nachweis ihres Aufenthaltsrechts; seitdem benötigen sie überhaupt kein Aufenthaltsdokument mehr.
Staatsangehörige der Schweiz erhalten aufgrund des Freizügigkeitsabkommens EG-Schweiz vom 21. Juni 1999 eine Aufenthaltserlaubnis mit dem besonderen Eintrag Aufenthaltserlaubnis-CH.

## Verfahren

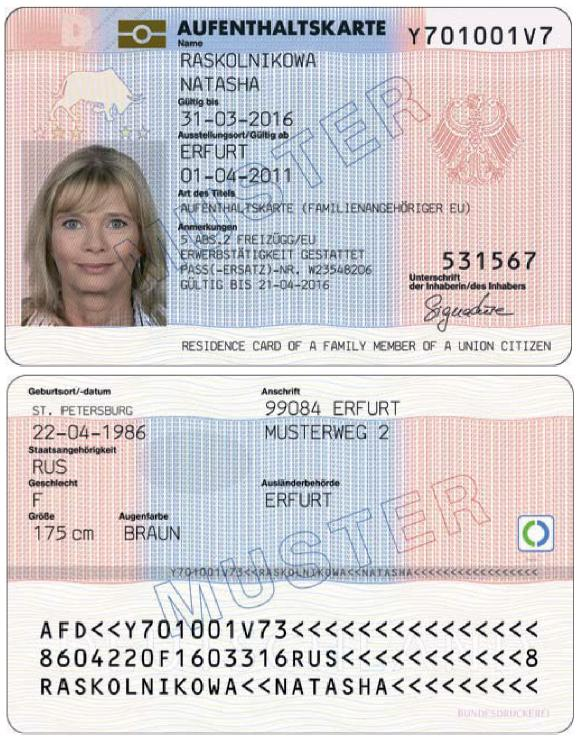
Muster einer Aufenthaltskarte (Vorder- und Rückseite) in dem ab 1. September 2011 ausgegebenen Scheckkartenformat

Muster der Vorderseite einer Aufenthaltskarte in der bis 31. August 2011 üblichen Papierform

Muster der Rückseite einer Aufenthaltskarte in der bis 31. August 2011 üblichen Papierform

Die Aufenthaltskarte wird von Amts wegen erteilt, was einen Antrag des Familienangehörigen nicht ausschließt. Sie muss binnen sechs Monaten, nachdem der Familienangehörige die erforderlichen Angaben gemacht hat, ausgestellt sein. Ihre Gültigkeitsdauer beträgt in der Regel fünf Jahre (§ 5 Abs. 1 Satz 1 FreizügG/EU). Eine Bescheinigung darüber, dass die erforderlichen Angaben gemacht worden sind, erhält der Familienangehörige unverzüglich (§ 5 Abs. 1 Satz 2 FreizügG/EU).

## Verlust des Aufenthaltsrechts
Sind die Voraussetzungen der Freizügigkeit bei der Bezugsperson innerhalb von fünf Jahren nach Begründung des ständigen Aufenthalts im Bundesgebiet entfallen, kann der Verlust des Freizügigkeitsrechts festgestellt werden und die Aufenthaltskarte eingezogen werden (§ 5 Abs. 4 FreizügG/EU). Der Verlust kann auch festgestellt werden, wenn gefälschte Dokumente vorgelegt worden sind oder die Ehe- oder Lebenspartner nicht zusammenleben (§ 2 Abs. 7 FreizügG/EU).
Der Verlust des Aufenthaltsrechts kann außerdem auch aus Gründen der öffentlichen Ordnung, Sicherheit oder Gesundheit festgestellt werden (§ 6 Abs. 1 FreizügG/EU). Die Verlustfeststellung ist in diesem Fall mit einem Wiedereinreiseverbot verbunden. Die gleichwohl erfolgte Wiedereinreise und ein Aufenthalt im Bundesgebiet sind strafbar (§ 9 FreizügG/EU i. V. mit § 7 Abs. 2 FreizügG/EU). Eine solche Verlustfeststellung entspricht in ihren Wirkungen der Ausweisung nach dem Aufenthaltsgesetz. Um wieder nach Deutschland einreisen zu können, muss das Einreiseverbot befristet werden.
Die Verlustfeststellung aus Gründen der öffentlichen Gesundheit kann nur erfolgen, wenn die Krankheit innerhalb der ersten drei Monate nach Einreise auftritt (§ 6 Abs. 1 Satz 3 FreizügG/EU). Die Tatsache einer strafrechtlichen Verurteilung genügt für die Verlustfeststellung allein nicht. Es muss eine tatsächliche und hinreichend schwere Gefährdung vorliegen, die ein Grundinteresse der Gesellschaft berührt (§ 6 Abs. 2 FreizügG/EU). Diese Formulierung entspricht dem sehr hohen Ausweisungsschutz, der für EWR-Bürger gilt.
Bei der Entscheidung sind insbesondere die Dauer des Aufenthalts des Betroffenen in Deutschland, sein Alter, sein Gesundheitszustand, seine familiäre und wirtschaftliche Lage, seine soziale und kulturelle Integration in Deutschland und das Ausmaß seiner Bindungen zum Herkunftsstaat zu berücksichtigen (§ 6 Abs. 3 FreizügG/EU).
Das Ungültigwerden des Nationalpasses, des Personalausweises oder des sonstigen Passersatzes kann die Aufenthaltsbeendigung nicht rechtfertigen (§ 6 Abs. 7 FreizügG/EU). Die Anforderungen sind somit sehr hoch und werden in der Praxis nur selten erfüllt.

## Wegfall der Bezugsperson
Beim Tod des EWR-Bürgers behält der Familienangehörige, der nicht EWR-Bürger ist, das Aufenthaltsrecht, wenn er selbst die Arbeitnehmer- oder Selbstständigeneigenschaft besitzt oder erwirbt oder Lebensunterhaltssicherung und Krankenversicherungsschutz sichergestellt sind. Er muss sich vor dem Tod des EWR-Bürgers mindestens ein Jahr als sein Familienangehöriger im Bundesgebiet aufgehalten haben (§ 3 Abs. 3 FreizügG/EU). Die Kinder eines freizügigkeitsberechtigten EWR-Bürgers und der Elternteil, der die elterliche Sorge für die Kinder tatsächlich ausübt, behalten auch nach dem Tod oder Wegzug des EWR-Bürgers, von dem sie ihr Aufenthaltsrecht ableiten, bis zum Abschluss einer Ausbildung ihr Aufenthaltsrecht, wenn sich die Kinder in Deutschland aufhalten und eine Ausbildungseinrichtung besuchen (§ 3 Abs. 4 FreizügG/EU).
Im Falle einer Scheidung oder Aufhebung der Ehe oder Aufhebung der Lebenspartnerschaft erhält der Familienangehörige ein Aufenthaltsrecht, wenn er selbst die Arbeitnehmer- oder Selbstständigeneigenschaft besitzt oder erwirbt oder Lebensunterhaltssicherung und Krankenversicherungsschutz sichergestellt sind. Überdies muss
- die Ehe oder die Lebenspartnerschaft bis zur Einleitung des gerichtlichen Scheidungs  oder Aufhebungsverfahrens mindestens drei Jahre bestanden haben, davon mindestens ein Jahr im Bundesgebiet, oder
- ihm durch Vereinbarung der Ehegatten oder der Lebenspartner oder durch gerichtliche Entscheidung die elterliche Sorge für die Kinder des EWR-Bürgers übertragen worden sein oder
- es zur Vermeidung einer besonderen Härte erforderlich sein, insbesondere weil dem Ehegatten oder dem Lebenspartner wegen der Beeinträchtigung seiner schutzwürdigen Belange ein Festhalten an der Ehe oder der Lebenspartnerschaft nicht zugemutet werden konnte, oder
- ihm durch Vereinbarung der Ehegatten oder der Lebenspartner oder durch gerichtliche Entscheidung das Recht zum persönlichen Umgang mit dem minderjährigen Kind nur im Bundesgebiet eingeräumt worden sein (§ 3 Abs. 5 FreizügG/EU).

## Daueraufenthaltskarte
Nach längerem Aufenthalt erwirbt der Familienangehörige ein Daueraufenthaltsrecht. Wegen der näheren Einzelheiten → Daueraufenthaltskarte (Deutschland).

## Erteilungsform
Seit 1. September 2011 wird die Aufenthaltskarte als elektronischer Aufenthaltstitel im Scheckkartenformat ausgegeben. Für die Ausstellung einer Aufenthaltskarte wird eine Gebühr in Höhe von 37,00 Euro, bei Personen unter 24 Jahren von 22,80 Euro erhoben (§ 47 Abs. 3 AufenthV i. V. mit § 1 PersAuswGebV).